# Erik Wardanjan
Erik Wardanjan (armenisch Էրիկ Վարդանյան; * 7. Juni 1998 in Jerewan) ist ein armenischer Fußballspieler.

## Karriere

### Verein
Wardanjan begann seine Karriere beim FC Pjunik Jerewan. Im Oktober 2015 stand er gegen den FC Ararat Jerewan erstmals im Profikader von Pjunik. Sein Debüt in der Bardsragujn chumb gab er im Oktober 2016, als er am neunten Spieltag der Saison 2016/17 gegen Ararat Jerewan in der 53. Minute für Aram Schachnasarjan eingewechselt wurde. In der Saison 2016/17 kam er zu zehn Einsätzen in der höchsten armenischen Spielklasse. In der Spielzeit 2017/18 absolvierte er 20 Erstligaspiele, in denen er vier Tore erzielte. In der Saison 2018/19 machte er acht Tore in 21 Einsätzen.
Im Januar 2020 wechselte Wardanjan nach Russland zum FK Sotschi. In Sotschi stand er allerdings bis zum Ende der Saison 2019/20 nie im Spieltagskader. Im Dezember 2020 debütierte er schließlich gegen Achmat Grosny in der Premjer-Liga. Dies blieb sein einziger Saisoneinsatz. Zur Saison 2021/22 kehrte er leihweise zu Pjunik zurück. Während der Leihe kam er zu zwölf Einsätzen für Pjunik, in denen er drei Tore erzielte. In der Winterpause kehrte er zunächst wieder nach Sotschi zurück, ehe er die Russen im Februar 2022 schließlich endgültig verließ und sich in seiner Heimat dem FC Urartu Jerewan anschloss.

### Nationalmannschaft
Wardanjan spielte 2016 neun Mal für die armenische U-19-Auswahl. Zwischen Juni 2017 und September 2018 kam er zu sechs Einsätzen im U-21-Team. Im November 2017 debütierte er für die A-Nationalmannschaft, als er in einem Testspiel gegen Belarus in der 78. Minute für Edgar Malakjan eingewechselt wurde. In jenem Spiel, das die Armenier mit 4:1 gewannen, erzielte Wardanjan auch sein erstes Tor im A-Team.